# Jassargus allobrigicus
Jassargus allobrigicus är en insektsart. Jassargus allobrigicus ingår i släktet Jassargus och familjen dvärgstritar. Utöver nominatformen finns också underarten J. a. kocoureki.